# Berenguer Estañol
Berenguer Estañol de Ampurias (en catalán: Berenguer Estanyol d'Empúries) fue el vicario general del Ducado de Atenas por cuatro años desde 1312 a 1316. Fue enviado allí por Federico II de Sicilia para gobernar en nombre de su menor hijo Manfredo, que fue instalado por solicitud de la Compañía Catalana.
Berenguer llegó a El Pireo en 1312 con cinco galeras sicilianas para relevar a Roger Desllor del gobierno. Berenguer fue un gobernador capaz, que fortaleció la posición catalana en el Ática y Beocia. Tuvo que luchar contra los venecianos de Negroponte, los griegos bizantinos de Tesalia (especialmente los Ducas de Neopatria), los francos de la Argólida, donde la rama Brienne de Foucherolles estaba asentada. Tuvo éxito en sus esfuerzos antes de que cayera en una grave enfermedad que le duró mucho tiempo antes de que finalmente sucumbiera en 1316. Fue sucedido como vicario general por Alfonso Fadrique.